# Gjógv község
Gjógv község (feröeriül: Gjáar kommuna) egy megszűnt község Feröeren. Eysturoy északkeleti részén feküdt.

## Történelem
A község 1948-ban jött létre Funningur községből való kiválással.
2005. január 1-jétől Sundini község része lett.

## Önkormányzat és közigazgatás

### Települések
| Település | Mióta a község része | Előző község           | Meddig a község része | Következő község | Megjegyzés         |
| --------- | -------------------- | ---------------------- | --------------------- | ---------------- | ------------------ |
| Gjógv     | 1948                 | Funningur egyházközség | 2004. december 31.    | Sundini község   | A község székhelye |

## Népesség
| Év              | Lakosság |
| --------------- | -------- |
| 1986. január 1. | 83       |
| 1991. január 1. | 62       |
| 1996. január 1. | 65       |
| 2001. január 1. | 55       |